# Рахимов, Александр Викторович
Александр Викторович Рахимов (род. 19 июня 1979, Ленинград) — российский футболист, игрок в мини-футбол, защитник. Выступал за сборную России по мини-футболу. Мастер спорта России международного класса. Бывший главный тренер МФК «Динамо» (Московская область).

## Биография
Воспитанник петербургской СДЮШОР «Приморец». В 1998—2000 годах играл за петербургский «Стройимпульс», затем перешёл в новоуренгойскую «Итеру». В 2003 году стал игроком московского «Динамо». В составе москвичей Рахимов стал восьмикратным чемпионом и семикратным обладателем кубка России, а также выиграл Кубок УЕФА по мини-футболу сезона 2006/07.
Сыграл 6 матчей за сборную России по мини-футболу.

## Достижения
- Победитель студенческого чемпионата мира по мини-футболу: 2006
- Обладатель Кубка УЕФА по мини-футболу: 2006/07
- Серебряный призёр Кубка УЕФА по мини-футболу (2): 2011/12, 2012/13
- Чемпион России по мини-футболу (8): 2003/04, 2004/05, 2005/06, 2006/07, 2007/08, 2010/11, 2011/12, 2012/13
- Обладатель Кубка России по мини-футболу (7): 2003, 2004, 2008, 2009, 2010, 2011, 2013
- Обладатель межконтинентального Кубка по мини-футболу: 2013
- Чемпион Первой лиги: 1999/2000